# NGC 5546
NGC 5546 é uma galáxia elíptica (E) localizada na direcção da constelação de Boötes. Possui uma declinação de +07° 33' 50" e uma ascensão recta de 14 horas, 18 minutos e 09,1 segundos.
A galáxia NGC 5546 foi descoberta em 22 de Junho de 1786 por William Herschel.